# کامو ساهاکیان
کامو رافیکی ساهاکیان (کاماسار) (ارمنی: Կամո Ռաֆիկի Սահակյան (Կամսար)؛ زادهٔ ۱۶ آوریل ۱۹۶۱) یک نقاش اهل ارمنستان است.

## زندگی‌نامه
وی در ۱۶ آوریل ۱۹۶۱ در یغگنادزور در به دنیا آمد 

## نگارخانه

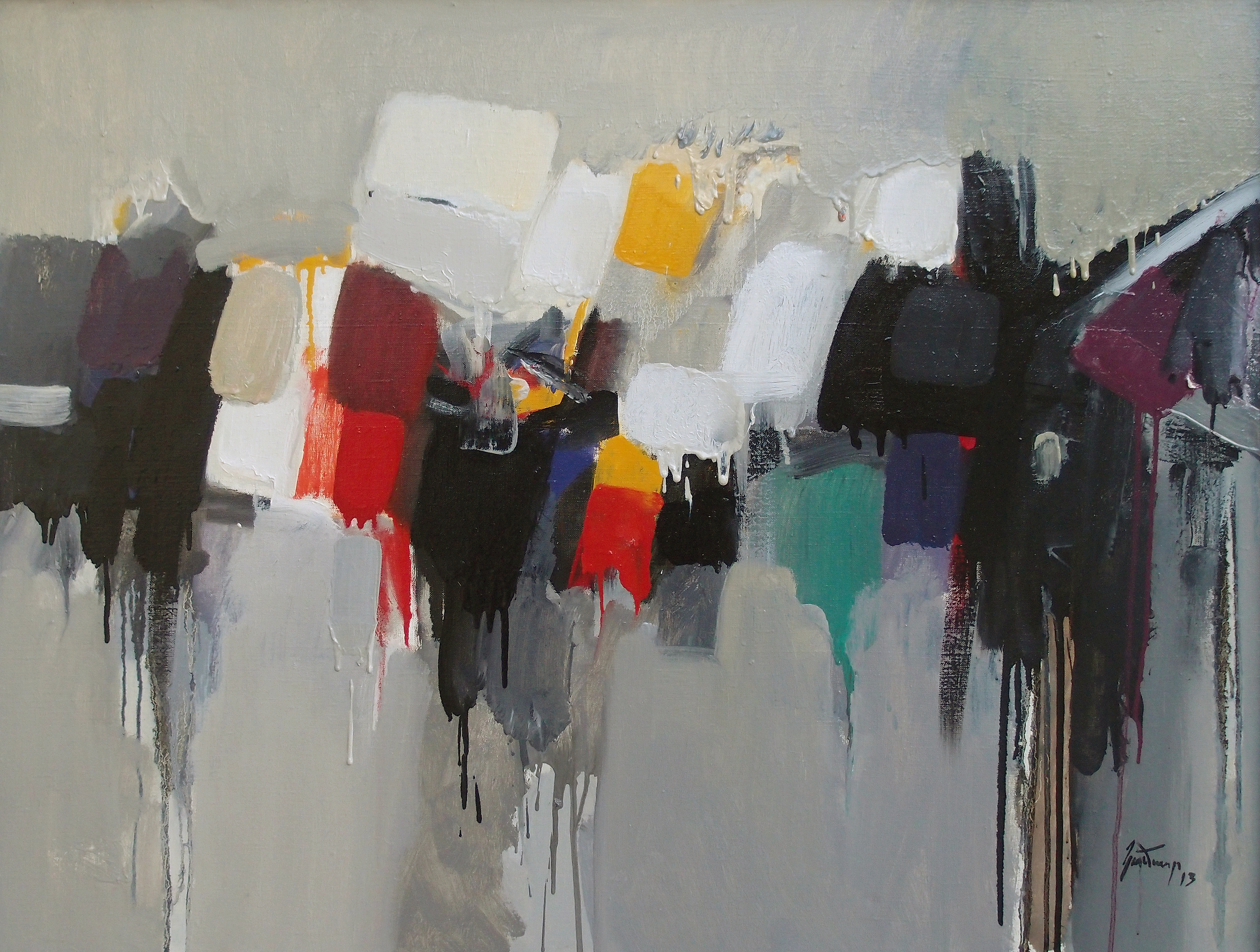
ترکیب‌بندی،  ۲۰۱۳
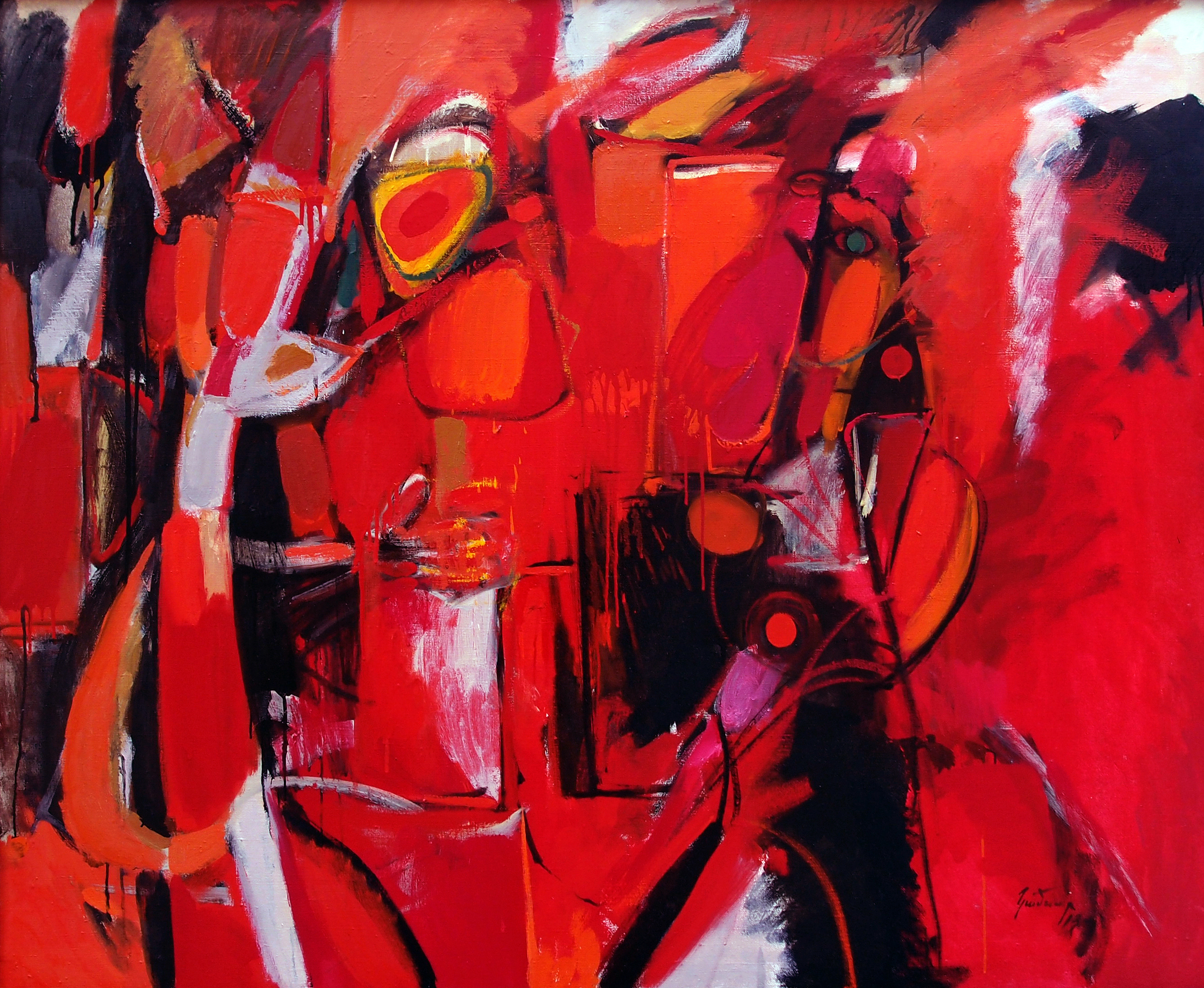
پیش درآمد پائیزی،  ۲۰۱۳
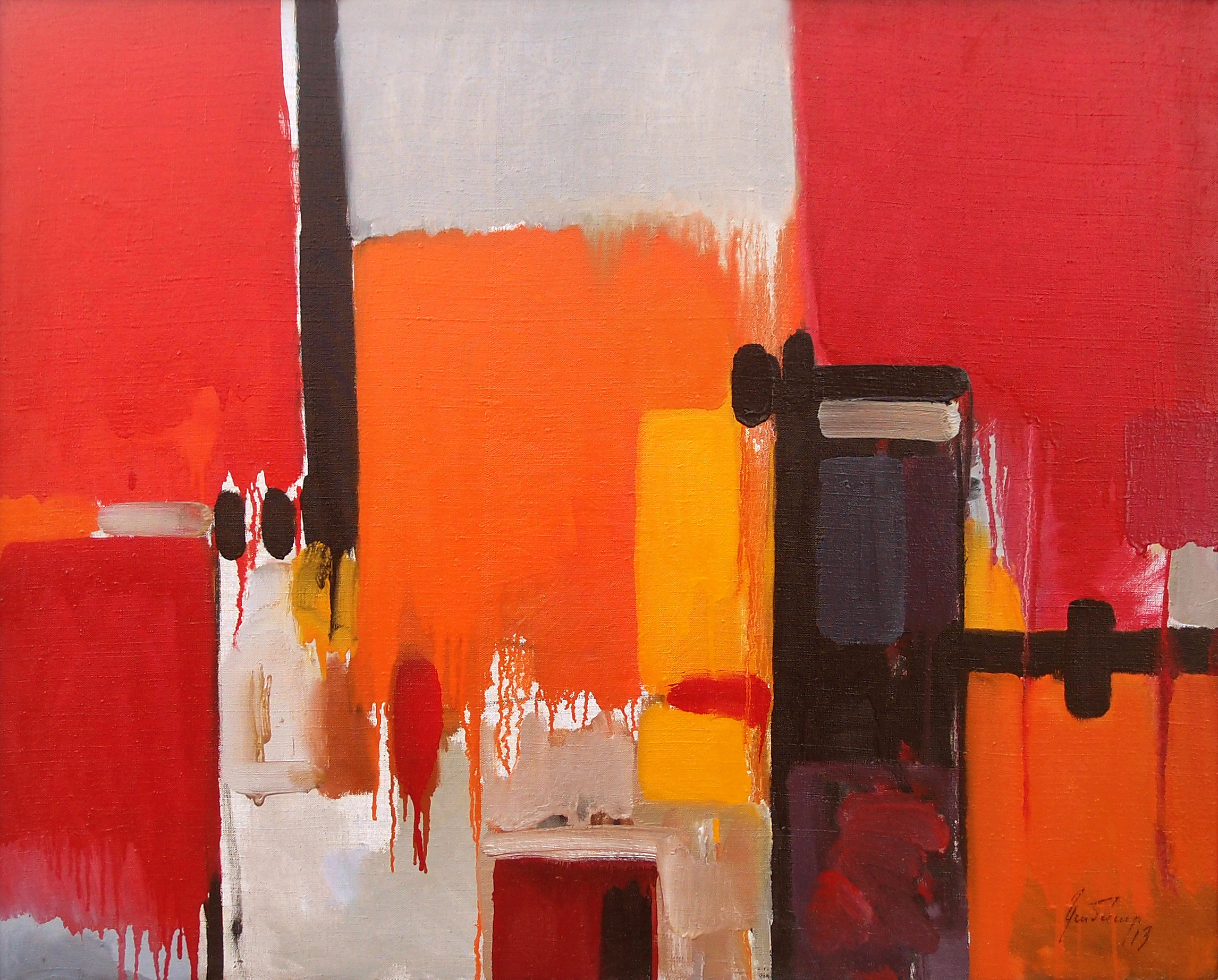
سرخ و نارنجی،  ۲۰۱۳
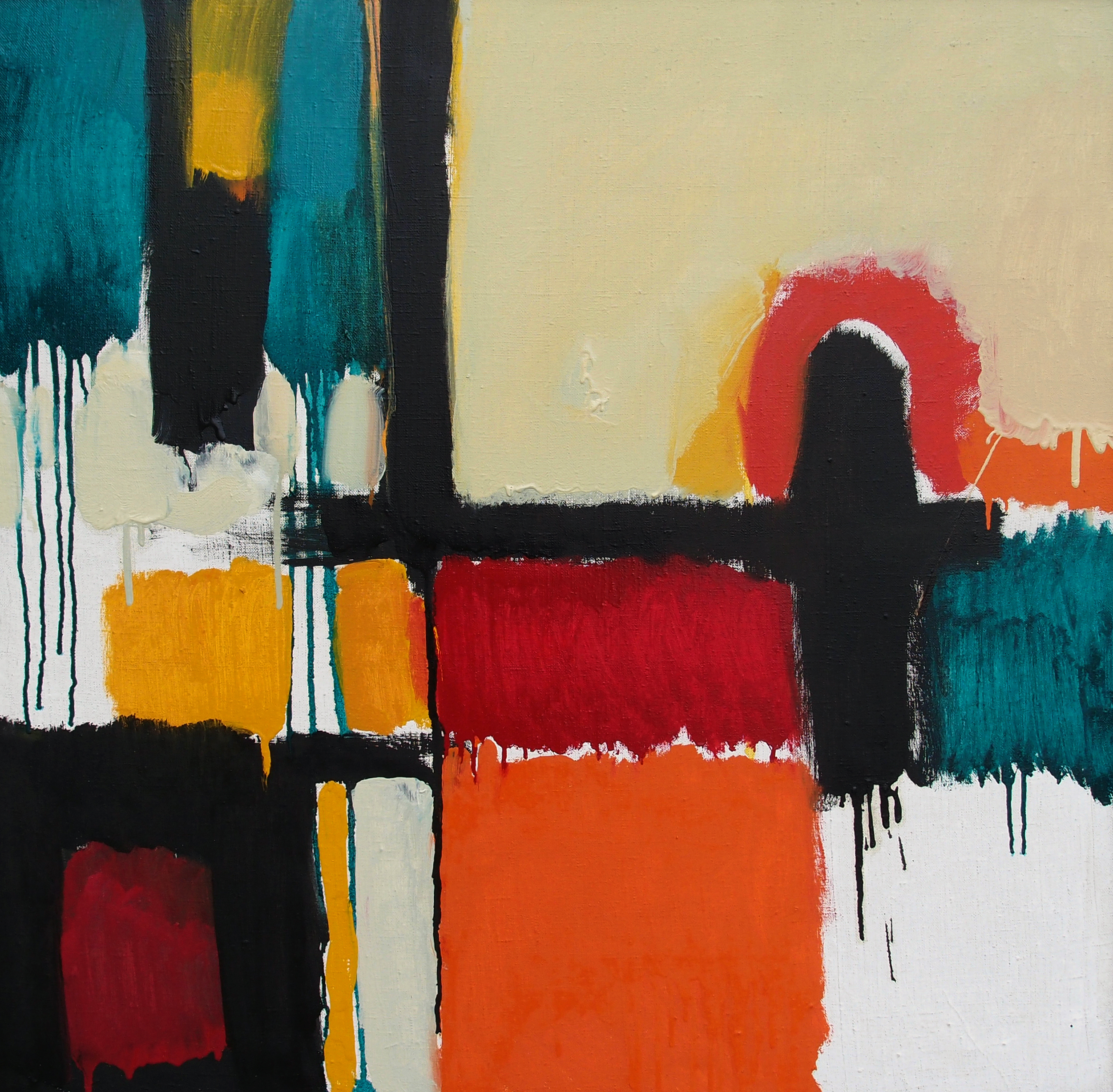
پنجره،  ۲۰۱۳
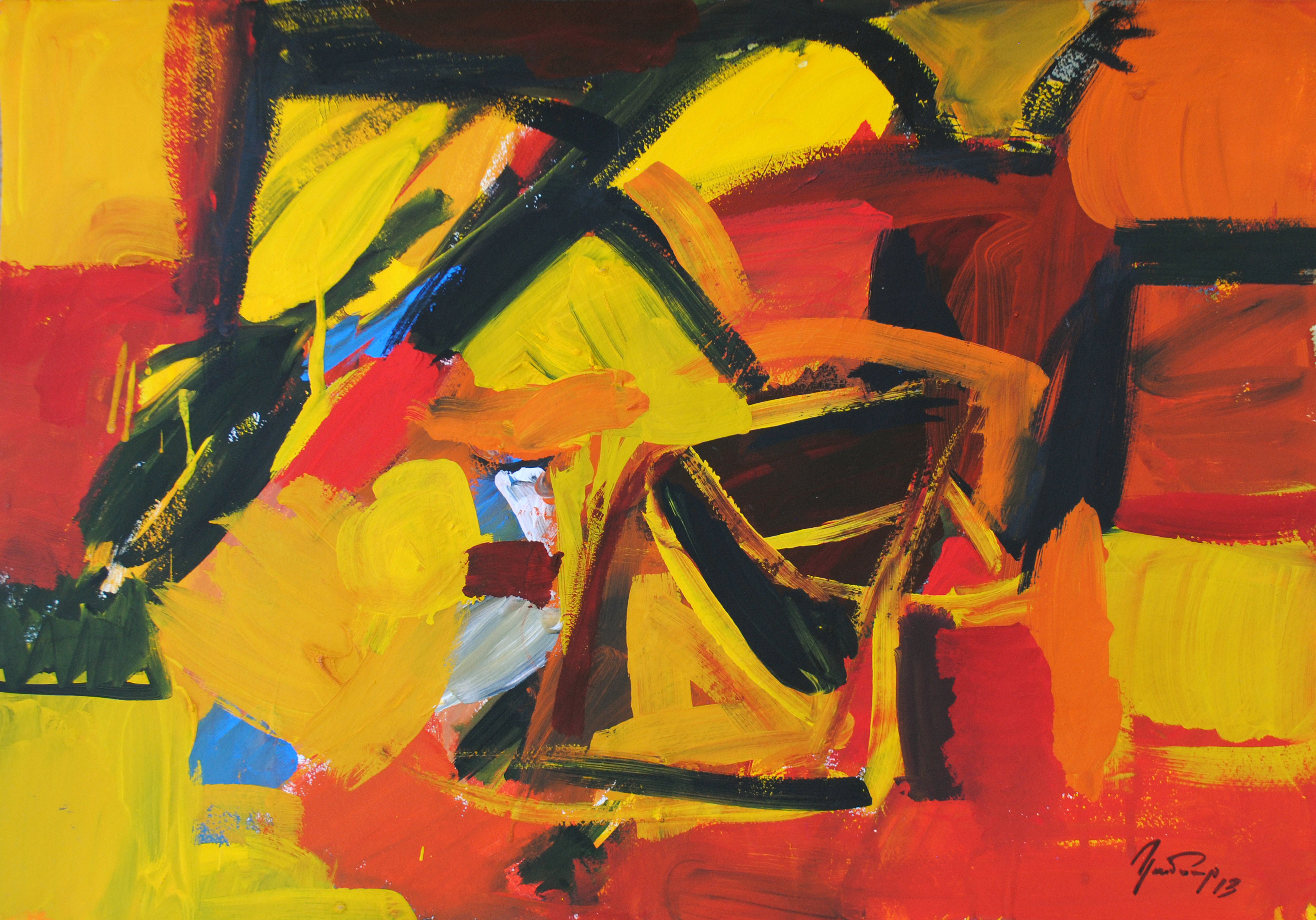
پائیز،  ۲۰۱۳
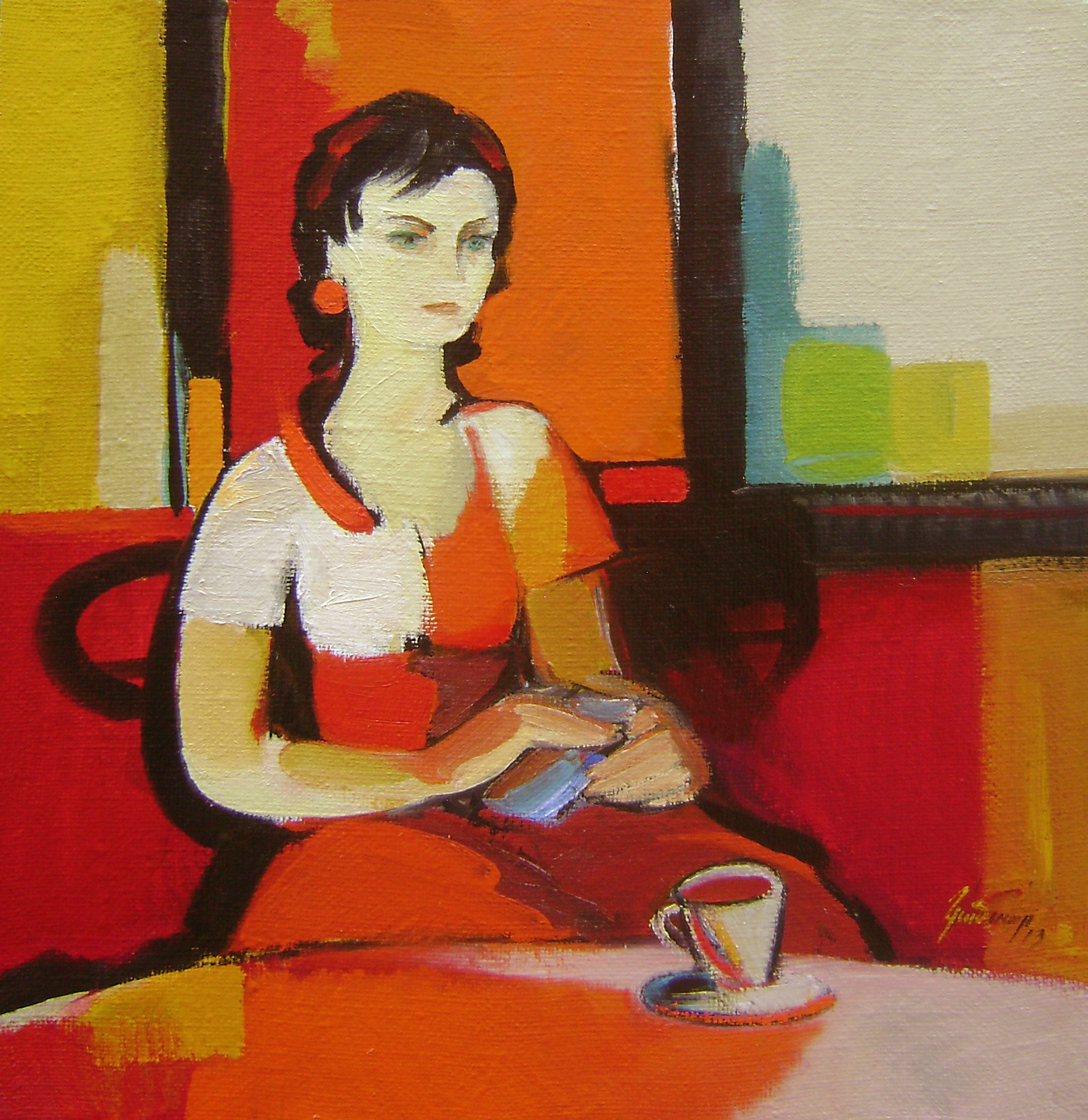
آناهیت،  ۲۰۱۳